# محوطه و گورستان مظفری
محوطه و قبرستان مظفری مربوط به سده‌ها میانه و متاخر دوران‌های تاریخی پس از اسلام است و در شهرستان قیروکارزین، بخش افزر، دهستان افزر، ۵۰۰ متری شرق روستای مظفری واقع شده و با شمارهٔ ثبت ۲۶۶۶۵ به‌عنوان یکی از آثار ملی ایران به ثبت رسیده است.